# Arrien-en-Bethmale

Arrien-en-Bethmale este o comună în departamentul Ariège din sudul Franței. În 1 ianuarie 2022 avea o populație de 123 de locuitori.